# Chambre de métiers et de l'artisanat du Rhône
La Chambre de Métiers et de l’Artisanat du Rhône (CMA du Rhône) est un établissement public géré par des chefs d'entreprises artisanales. La CMA du Rhône est basée dans le 2e arrondissement de Lyon et dispose d'une antenne à  Villefranche-sur-Saône.

## Historique
Créée en 1934, la Chambre de métiers et de l'artisanat du Rhône a célébré ses 80 ans lors de la 1re Biennale Européenne de l'Artisanat en novembre 2014.
Son ancien secrétaire général, Christian Rendu, en a relaté tout l'historique dans un livre dédié à son évolution. Elle est issue du Mouvement Artisanal Lyonnais qui avait pris naissance en 1920 au sein de trois institutions professionnelles:
- La FASE Fédération des Artisans du Sud Est
- La CGAF Confédération Général de l'Artisanat Français
- L'AF Artisanat Français (Union des Fédérations Régionales)

C'est au terme de nombreuses péripéties entre 1920 et 1934 que sera finalement installée la première assemblée de la Chambre.
1956 : Jumelage des Chambres de métiers de Lyon et de Cologne
1er mars 1962 : Décret qui institue le Répertoire des métiers
1965 : Lancement du journal Rhône Métiers
Décembre 1965 : Le nouveau siège, 58 avenue Foch, Lyon 6
1980 : L'aggravation des chiffres du chômage l'amène à créer un service emploi
1982 : Ouverture du bureau permanent à Tarare
1983 : Création du premier logo identificateur de la Chambre
1984 : Le droit à la formation continue est reconnu
1983 - 1984 : 50e anniversaire de la création de la CMA
1987 - 1988 : Partenariat avec la Chambre de métiers de Diourbel au Sénégal
1991 : Lancement du brevet des collaborateurs de chefs d'entreprise artisanale (BCCEA, renommé aujourd'hui ADEA)
1996 : Ouverture d'une troisième antenne à Givors
1998 : EUROLYON, première rencontre d'affaires organisée entre 200 artisans issus de cinq pays de l'Union européenne
1999 : Partenariat avec la Chambre de métiers de Budapest
2000 : Lancement du site internet de présentation des activités et services de la CMA
2007 : Rôle de conseil et d'enregistrement
2009 : Mise en place du double pôle ressources humaines et droit du travail
Novembre 2012 : La CMA du Rhône et l'AMOPA 69, en partenariat avec le groupement du Rhône des Meilleurs Ouvriers de France, ont signé la convention de création des "palmes de l'Apprentissage"
Novembre 2014 : 1re Biennale européenne de l'artisanat
1er janvier 2015 : La Communauté urbaine de Lyon fait place à la Métropole de Lyon et le Conseil général du Rhône au Nouveau Rhône
17 septembre 2018 : déménagement à Lyon Confluence
1er janvier 2021 : disparition de la CMA DU RHÔNE, création de la CMA Auvergne Rhône Alpes
Résultat, 20 000 artisans sur le territoire de la Métropole et 10 000 artisans sur celui du Nouveau Rhône

## Missions
Ses principales missions sont la tenue du Répertoire des Métiers, l’enregistrement des contrats d’apprentissage, l’organisation de la formation continue des artisans, le conseil et le soutien aux entreprises artisanales. La Chambre de Métiers et de l’Artisanat se charge également de promouvoir les entreprises du secteur de l’artisanat et de l’apprentissage et intervient auprès de collectivités.

## Organisation
Depuis 1999, la Chambre de métiers et de l’artisanat du Rhône est présidée, par Alain Audouard, artisan taxi. La CMA est composée d'une équipe de trente-cinq élus artisans, élus par leurs pairs et dont le rôle est de définir la politique générale de la Chambre. Une équipe de spécialistes est chargée de mettre en œuvre cette politique.
| Période                                  | Période | Identité            | Étiquette | Qualité      |
| ---------------------------------------- | ------- | ------------------- | --------- | ------------ |
| 1933                                     | 1940    |                     |           |              |
| 1944                                     | 1949    | Jean-Marie Rochette |           |              |
| 1949                                     | 1969    | Paul Circaud        |           |              |
| 1969                                     | 1971    | Paul Prost          |           |              |
| 1971                                     | 1976    | Pierre Maxia        |           |              |
| 1976                                     | 1992    | Jean Cabut          |           |              |
| 1992                                     | 1999    | Jean Rivière        |           |              |
| 1999                                     | 2021    | Alain Audouard      |           | Artisan taxi |
| Les données manquantes sont à compléter. |         |                     |           |              |

## Les chiffres clés de l’artisanat du Rhône
Le secteur artisanal dans le département du Rhône génère un chiffre d'affaires de 9 milliards d'euros et représente environ 40 000 entreprises. Il se compose de 4 secteurs d’activités regroupant 250 métiers et 512 activités.
Le département du Rhône compte environ 66 000 salariés dans l'Artisanat et 4 000 apprentis formés par an.
En 2019, 7 000 entreprises ont été immatriculées et on comptait 43 000 chefs d'entreprise dont 77 % d'hommes et 23 % de femmes.

## Liens Externes
- Site de la CMA Lyon
- Site du [hub] de l'Artipreneur